# Irish Open 1951
Die Irish Open 1951 als offene internationale Meisterschaften von Irland im Badminton fanden  vom 14. bis zum 17. Februar 1951 in Belfast statt.

## Finalergebnisse
| Disziplin    | Sieger                           | Finalist                   | Ergebnis     |
| ------------ | -------------------------------- | -------------------------- | ------------ |
| Herreneinzel | Eddy Choong                      | Cheong Hock Leng           | 15-5, 15-2   |
| Dameneinzel  | Elisabeth O’Beirne               | Dorothy Donaldson          | 11-2, 11-2   |
| Herrendoppel | Harold Marsland Kenneth Greasley | Frank Peard Jim FitzGibbon | 18-17, 15-12 |
| Damendoppel  | Elisabeth O’Beirne Amy Choong    | Ludham Queenie Webber      | 15-8, 15-13  |
| Mixed        | Eddy Choong Amy Choong           | Frank Peard Queenie Webber | 15-9, 15-6   |

## Referenzen
- http://newspapers.nl.sg/Digitised/Page/straitstimes19510219.1.8.aspx